# Cesare Ambrogio San Martino d'Agliè
Cesare Ambrogio San Martino conte di Agliè (Torino, 7 dicembre 1770 – Torino, 14 gennaio 1847) è stato un diplomatico italiano, considerato uno dei maggiori esponenti della politica estera del Regno di Sardegna nel periodo della Restaurazione. Fu designato a diverse riprese alla carica di primo segretario agli Esteri e rappresentò per venticinque anni, dal giugno 1812 al luglio 1837, il Regno di Sardegna in Inghilterra.

## Biografia

Stemma di famiglia dei San Martino d'Agliè.

Nacque a Torino il 7 dicembre 1770, figlio di Giuseppe Gaetano e da Luisa Grimaldi di Boglio. Intraprese la carriera ecclesiastica divenendo chierico, laureandosi in teologia, e poi entrando nel Collegio teologico della Regia Università di Torino. Fu gentiluomo di camera del cardinale Vittorio Maria Baldassare Gaetano Costa d'Arignano. Abbandonata la vita sacerdotale entrò come impiegato presso la Segreteria di stato per gli Affari esteri, allora retta dal cavaliere Clemente Damiano di Priocca, dove incontrò e divenne amico del latinista Carlo Boucheron. Dopo la caduta del Piemonte sotto il dominio dei francesi si trasferì in Inghilterra, dove suo cugino, Filippo San Martino d'Agliè conte di Front, era ministro plenipotenziario del Re di Sardegna presso la corte di Londra. Allo morte del Conte di Front, nel 1813, lo sostituì alla testa della legazione, firmando il 3 febbraio 1814 la convenzione anglo-sarda sulla legione reale piemontese. Considerato fortemente anglofilo, alla partenza di Lord Castlereagh per il Congresso di Vienna diede a quest'ultimo alcuni memoriali che favorirono grandemente gli interessi di Casa Savoia. Grazie al suo interessamento i contingenti dell'Armata Sarda presero parte alla settima coalizione antifrancese, e assicurarono la Liguria al Regno di Sardegna. Egli apparteneva ad un gruppo di uomini politici piemontesi che, non favorevoli alle idee costituzionali, avrebbero comunque voluto sostituire il Regno di Sardegna all'Impero austriaco nel predominio dell'Italia settentrionale, in quanto non consideravano sufficiente la giustificazione al dominio straniero della necessità strategica invocata dagli Austriaci. Non dimostrò alcun entusiasmo sul sistema stabilito dal Congresso di Vienna, che riteneva vessatorio per gli stati più piccoli. Alla vigilia dello scoppio dei moti rivoluzionari del 1821, arrivò a considerare il vero male la dominazione straniera sull'Italia piuttosto che l'agitazione rivoluzionaria da essa determinata. Partendo per il Congresso di Lubiana nel dicembre 1820 accettò, quale rappresentante del Re di Sardegna, il punto di vista del Ministro degli Esteri Filippo Antonio Asinari di San Marzano, uomo considerato nettamente antiliberale. Il suo ruolo al congresso fu del tutto secondario, perché lo zar Alessandro I richiese la presenza ufficiale del Ministro degli Esteri di San Marzano. Nel 1821 egli fu inviato in missione straordinaria a Napoli, capitale del Regno delle Due Sicilie, e poi ritornò a Londra. Il 17 gennaio 1831 re Carlo Felice lo insignì del Collare dell'Ordine supremo della Santissima Annunziata, ma negli anni successivi fu a disagio nei confronti dei nuovi indirizzi dati, dal 1835, alla politica estera del regno voluti da re Carlo Alberto e dal conte Clemente Solaro della Margarita, suo Ministro degli Esteri. Nel luglio del 1837, in seguito ad un incidente diplomatico, fu invitato a presentare le sue dimissioni dall'incarico di ambasciatore a Londra e sostituito dal conte Antonio Nomis di Pollone. Il suo ultimo suo dispaccio ufficiale dalla capitale britannica è del 7 settembre 1837. Fu brevemente considerata la sua nomina a ministro plenipotenziario a Firenze, ma, per il suo contegno considerato poco riguardoso verso Carlo Alberto dopo il rientro in Piemonte, venne definitivamente posto a riposo ed escluso da ogni altro incarico. Si spense a Torino il 14 gennaio 1847.

### Annotazioni
1. ↑  Fu sempre assai restio ad accettare la politica di appoggio incondizionato al legittimismo europeo.

### Fonti
1. 1 2 3 4 5 6 7 8 9 10  https://www.treccani.it/enciclopedia/cesare-ambrogio-san-martino-conte-di-aglie_(Dizionario-Biografico)/.
2. 1 2  Paravia 1857, p. 454.
3. 1 2 3 4 5 6 7  Paravia 1857, p. 455.
4. ↑  Ilari, Shamà 2008, p. 455.